# Den gyldne kolibri
Den gyldne kolibri er en dansk kortfilm fra 2012 instrueret af Andreas Steen Sørensen efter eget manuskript.

## Handling
Sarah på 10 år leger stadigvæk med imaginære venner. Det er hendes forældre ikke så glade for. De vil nemlig gerne have, at hun får sig en "rigtig" ven. Sarahs forældre tvinger Sarah til at skulle underholde den nye nabodreng Leon, men Leon er en komplet modsætning til Sarah. Da Sarah begynder at tegne og fortælle om sin vilde fantasi, så bliver hun pludselig meget mere spændende.